# Indigofera prieureana
Indigofera prieureana är en ärtväxtart som beskrevs av Jean Baptiste Antoine Guillemin och Perr. Indigofera prieureana ingår i släktet indigosläktet, och familjen ärtväxter. Inga underarter finns listade i Catalogue of Life.